# 가조중학교
가조중학교(加祚中學校)는 대한민국 경상남도 거창군 가조면 마상리에 있는 공립 중학교이다.

## 학교 연혁
- 1953년 4월 15일 : 가조중학교 설립 인가(6학급)
- 1953년 5월 7일 : 개교
- 1975년 1월 15일 : 학칙변경 18학급 인가
- 1986년 2월 24일 : 학칙변경 12학급(특수학급 1학급) 인가
- 2011년 3월 1일 : 학교수용계획 변경 3학급 인가
- 2021년 3월 1일 : 제28대 임정희 교장 부임
- 2022년 2월 11일 : 제67회 졸업(졸업생 19명, 총졸업생 9,362명)
- 2022년 3월 2일 : 2022학년도 신입생 10명 입학
- 2024년 3월 1일 : 제29대 박재득 교장 부임
- 2024년 2월 7일 : 제69회 졸업(졸업생 14명)
- 2025년 3월 2일 : 2025학년도 신입생 9명 입학

## 참고 자료
- 가조중학교 - 한국교육학술정보원 학교알리미